# Chér
Chér je třetí studiové album zpěvačky a herečky Cher, vydané v říjnu roku 1966 u Imperial Records..

## O Albu

### Singly
Z alba vzešly čtyři singly.

## Seznam skladeb
| Pořadí | Název                                          | Autor                                  | Délka |
| ------ | ---------------------------------------------- | -------------------------------------- | ----- |
| 1.     | Sunny                                          | Bobby Hebb                             | 3:06  |
| 2.     | Twelfth of Never                               | Jerry Livingston, Paul Francis Webster | 2:14  |
| 3.     | You Don't Have to Say You Love Me              | Pino Donaggio, Vito Pallavicini        | 2:45  |
| 4.     | I Feel Something in the Air (Magic in the Air) | Sonny Bono                             | 3:38  |
| 5.     | Will You Love Me Tomorrow                      | Gerry Goffin, Carole King              | 2:55  |
| 6.     | Until It's Time for You to Go                  | Buffy Sainte-Marie                     | 2:45  |
| 7.     | Cruel War                                      | Paul Stookey, Peter Yarrow             | 3:40  |
| 8.     | Catch the Wind                                 | Donovan                                | 2:13  |
| 9.     | The Pied Piper                                 | Steve Duboff, Artie Kornfield          | 2:24  |
| 10.    | Homeward Bound                                 | Paul Simon                             | 2:24  |
| 11.    | I Want You                                     | Bob Dylan                              | 2:53  |
| 12.    | Alfie                                          | Burt Bacharach, Hal David              | 2:48  |